# Louie Anderson
Louis Perry Anderson (Minneapolis, Minnesota, 1953. március 24. – Las Vegas, Nevada, 2022. január 21.) Primetime Emmy- és kétszeres Daytime Emmy-díjas amerikai színész, humorista. 
Gyermekkori élményei alapján írta meg a Louie élete című rajzfilmsorozatot, írt három könyvet, és 1999–2002 között egy amerikai show-műsor műsorvezetője volt.

## Fiatalkora és családja
Louis Perry Anderson 1953.március 24-én született, tizenegy gyermek közül a második legfiatalabbként. Minneapolisban, Minnesota államban született és Saint Paulban nőtt fel.
Édesapja, Louis William Anderson katona volt, édesanyja, Ora Zella Prouty pedig háztartásbeli. Louie egy 2016-os interjúban elárulta, hogy édesanyja tizenhat gyermeknek adott életet, de közülük öten – az elsőként született gyermek, valamint két ikerpár – nem élték túl a szülést. Louie sokat szenvedett édesapja alkoholizmusától, erőszakoskodásától és a szegénységüktől. 

## Pályafutása
Első előadása a népes családi körben történt. 1985-ben szerepet kapott a Perfect Strangers-ben. 1995-ben megírta a Louie élete című rajzfilmsorozatot, mely Magyarországon a Fox Kids-en, későbbi nevén Jetixen futott nálunk, a tengerentúlon pedig 3 évig volt a Fox műsorújságjában. Két Emmy-díjat nyert ez a sorozat. Alapjául Anderson saját gyermekkori élményei szolgáltak.
1996-ban elkezdődött a The Louie show a CBS-en, ám ez a műsor hamar véget ért. Szerepet kapott a Dokik című sorozatban. Utána a Family Feud című vetélkedőben szerepelt, 2002-ig. Később Las Vegasban és Minneapolisban lépett fel, mint komikus. Szerepelt az HBO és a Showtime műsoraiban.

## Magánélete
1985-ben feleségül vette gimnáziumi szerelmét, de a házasság csupán 4 hétig tartott. 
A Leggyengébb láncszemben 31 millió dollárt nyert. 1997-ben megzsarolta egy 31 éves férfi. Louie először fizetett, attól félve, hogy ez veszélyezteti karrierjét. Később mégis feljelentette a férfit, akinek 21 hónapot kellett börtönben töltenie, 4000 dollárt fizetnie, és 3 évig volt próbaidőn.

## Filmográfia

### Film
| Év   | Magyar cím             | Eredeti cím              | Szerep                      | Magyar hang  |
| ---- | ---------------------- | ------------------------ | --------------------------- | ------------ |
| 1984 | Cloak és Dagger        | Cloak & Dagger           | taxisofőr                   |              |
| 1986 | Ezüstkerék             | Quicksilver              | Tiny                        |              |
| 1986 | Meglógtam a Ferrarival | Ferris Bueller's Day Off | virágkézbesítő              |              |
| 1986 |                        | Ratboy                   | Omer Morrison               |              |
| 1988 | A legutolsó cserkész   | The Wrong Guys           | Louie                       | Csuja Imre   |
| 1988 | Amerikába jöttem       | Coming to America        | Maurice                     | Háda János   |
| 1988 | Amerikába jöttem       | Coming to America        | Maurice                     | Szűcs Sándor |
| 1992 | Bébé rosszcsontjai     | Bebe's Kids              | biztonsági őr (hangja)      |              |
| 1996 | Szép szőke herceg      | Mr. Wrong                | önmaga                      |              |
| 2002 |                        | Do It for Uncle Manny    | vontató sofőre              |              |
| 2005 | Elbaltázott éjszaka    | Back by Midnight         | házigazda                   |              |
| 2007 |                        | Cook Off!                | Doug Halverson polgármester |              |
| 2017 |                        | Sandy Wexler             | önmaga                      |              |
| 2021 | Amerikába jöttem 2.    | Coming 2 America         | Maurice                     | Háda János   |

### Televízió
- Louie élete (1994-1998)
- Reménysugár (1996)
- Chicago Hope kórház (1997)
- Angyali érintés (1999)
- Ally McBeal (2000)
- Nash Bridges – Trükkös hekus (2001)
- Dokik (2001)
- V.I.P. – Több, mint testőr (2001)
- Billy és Mandy kalandjai a kaszással (2006)
- Pickle and Peanut (2015-2017)
- Tömény történelem (2016)
- Baskets (2016-2019)
- Az ifjú Sheldon (2020)

## Fordítás
- Ez a szócikk részben vagy egészben  a   Louie Anderson című angol Wikipédia-szócikk fordításán alapul.  Az eredeti cikk szerkesztőit annak laptörténete sorolja fel. Ez a jelzés csupán a megfogalmazás eredetét és a szerzői jogokat jelzi, nem szolgál a cikkben szereplő információk forrásmegjelöléseként.